# Synagoga Kolumnowa w Rydze
Synagoga Kolumnowa w Rydze (łot. Rīgas Stabu sinagoga, jid. Zojlen-szul, ros. Зейлен-Шул) – synagoga znajdująca się w Rydze, stolicy Łotwy, przy ulicy Stabu 63 (niem. Säulenstraße, ros. Столбовая).
Synagoga została zbudowana w latach 1899–1901 według projektu ryskiego architekta Mandelsztama. Jej wnętrze było uznane za najpiękniejsze spośród miejskich synagog. Od 1901 roku aż do lipca 1941 roku odbywały się tu regularnie nabożeństwa. 4 lipca 1941 roku niemieckie wojska z pomocą lokalnej społeczności zamknęły od 30 do 200 Żydów we wnętrzu synagogi, a budynek podpalili. Wśród zabitych znalazł się rabin I. M. Kiłow, który w ostatniej chwili dostał się do budynku, by podzielić los wiernych. 
Po II wojnie światowej spalona synagoga została odbudowana, jednak gminie żydowskiej zwrócono ją dopiero w 1995 roku. Od tego czasu mieści zarząd duchowny ryskiej gminy oraz siedziba towarzystwa kulturalnego „Szamir”. Od 1998 roku za sprawą rabina Rygi Barkana znów odbywają się tu nabożeństwa. Cześć pomieszczeń budynku jest wynajmowana, m.in. pod szkołę biznesową Latvijas Biznesa koledža. 
Synagoga przy Stabu ielā jest bóżnicą chasydzką, rabin Rygi i Łotwy Natan Barkan uznawany jest za następcę lubawickiego rabina Schneersohna.